# Loi boukólos
La loi boukólos est une loi phonétique de l'indo-européen commun, selon laquelle une occlusive labio-vélaire (*kʷ, *gʷ, *gʷʰ) subit une dissimilation et devient une vélaire simple (*k, *g, *gʰ) (délabialisation) au voisinage de la voyelle *u ou de la semi-voyelle correspondante *w. Cette loi est nommée d'après un exemple, le grec ancien βουκόλος/boukólos, « le bouvier », de l'indo-européen *gʷou-kolos < *gʷou-kʷolos. On peut déduire que la seconde partie de ce mot était bien *-kʷolos à l'origine d'un mot construit de manière analogue, αἰπόλος/aipólos, « le chevrier », de l'indo-européen *ai(ǵ)-kʷolos. 
La même forme dissimilée *gʷow-kʷolo- est à l'origine du proto-celtique *bou-koli-, qui donne le gallois bugail (qui aurait « -b- » plutôt que « -g- » si la forme d'origine avait été « *-kʷ- »), et l'irlandais buachaill.
Un autre exemple est la négation grecque οὐκ[ί]/ouk[í], que Warren Cowgill (en) fait descendre du proto-grec *ojukid < *(ne) h₂oju kʷid, ce qui signifie à peu près « jamais de la vie ». Si la loi n'avait pas eu cours, le résultat aurait été **οὐτ[ί]/out[í].
La règle se voit aussi dans les langues germaniques, principalement dans les verbes, où les labio-vélaires sont délabialisées par l'épenthétique -u- inséré avant les sonantes syllabiques :
- vieux haut allemand queman (venir), participe passé cuman (« venu »), du proto-germanique *kwemanaN et *kumanaz ;
- gotique saiƕan, vieux haut allemand sehan (« voir »), prétérit pluriel sāgun (« ils virent »), du proto-germanique *sehwanaN et *sēgun (-g- provenant d'un ancien -h- d'après la Loi de Verner).